# 北海道道1064号友知牧之内線
北海道道1064号友知牧之内線（ほっかいどうどう1064ごう ともしりまきのうちせん）は、北海道根室市内を結ぶ一般道道である。

## 概要

### 路線データ
- 起点：北海道根室市友知（北海道道35号根室半島線交点）
- 終点：北海道根室市牧の内（北海道道35号根室半島線交点）
- 総距離：6.4 km

## 歴史
- 1985年（昭和60年）3月30日 - 路線認定[1]。

## 地理

### 通過する自治体
- 根室振興局
  - 根室市

### 主な接続道路
根室市
- 北海道道35号根室半島線 - 友知（起点）、牧の内（終点）

### 沿線にある施設など
根室市
- 根室ゴルフクラブ - 友知
- 牧の内ダム - 牧の内